# Großer Papstgraben
Der Große Papstgraben ist ein rund 0,3 Kilometer langer, linker Nebenfluss der Kainach in der Steiermark.

## Verlauf
Der Große Papstgraben entsteht im südlichen Teil der Gemeinde Kainach bei Voitsberg, im zentralen Teil der Katastralgemeinde Kohlschwarz am südlichen Hang des Kohlschwarzkogels, südöstlich des Hauptortes Kainach bei Voitsberg, südwestlich des Hofes Wurzer sowie nordwestlich des Hofes Schießl. Er fließt zuerst in einem Links- und danach in einem flachen Rechtsbogen insgesamt nach Südwesten. Im Zentrum der Katastralgemeinde Kohlschwarz mündet er südöstlich des Hauptortes Kainach bei Voitsberg, westlich des Hofes Schießl und östlich des Hofes Schütting etwa 30 Meter westlich der L341 in die Kainach, die dort in einem flachen Linksbogen fließt. Auf seinem Lauf nimmt der Große Papstgraben keine anderen Wasserläufe auf.